# Aenictus dentatus
Aenictus dentatus é uma espécie de formiga do gênero Aenictus.